# Marko Petkovšek
Marko Petkovšek (ur. 1955, zm. w marcu 2023) – słoweński matematyk, profesor matematyki dyskretnej na Uniwersytecie w Lublanie.  Napisał książkę A = B.